# Typ Europa
Der Typ Europa, auch Serie Joa, ist ein kleiner Mehrzweck-Schiffstyp.

## Einzelheiten
Die Serie Joa bestand aus 20 baugleichen Einheiten, die von der norwegischen Gesellschaft A/S Osloagenturer der Osloer Reederei Lars Rej Johansen bei den VEB Elbewerften Boizenburg/Roßlau in Auftrag gegeben wurden. Vorangegangen war 1969/70 eine Serie von elf Einheiten des etwas kleineren Typ Roßlau für dieselbe Reederei. Der Typ Europa wurde zwischen 1970 und 1973 gebaut, wobei 15 Einheiten auf der Elbewerft Boizenburg und 5 Einheiten auf der Roßlauer Schiffswerft entstanden. Ein Teil der Schiffe wurde während der Bauzeit an andere norwegische Reedereien weiterveräußert.
Der Schiffsentwurf, dessen Vermessung unter 200 Bruttoregistertonnen bleiben musste, ist als kleiner Mehrzweck-Küstenmotorschiff mit achtern angeordnetem Deckshaus und einem Laderaum ausgelegt. Der Rauminhalt des Laderaums beträgt 1446 m3 für Schüttgut und 1320 m3 Ballenraum. Der Laderaum mit Zwischendeck ist für den Transport von 16 20-Fuß-Standardcontainern und mit losnehmbaren Getreideschotten ausgerüstet. Die 22,50 Meter lange und 6,20 Meter breite Laderaumluke wird mit Balanlift-Lukendecken verschlossen. In der Hauptsache wurden die Schiffe für den Transport von Papierrollen konzipiert, sie können jedoch auch für andere Massenstückgüter, Massengüter oder Container eingesetzt werden. Die Containerkapazität beträgt 27 TEU. Die Schiffe sind mit vor und hinter der Luke angebrachten elektrohydraulischen Ladebäumen mit drei und fünf Tonnen Hubvermögen ausgerüstet.
Der Antrieb der Schiffe besteht aus einem MaK-Viertakt-Dieselmotor des Typs 6M282 AK-BB. Der Motor mit einer Leistung von 662 kW ermöglicht eine Geschwindigkeit von etwa 11,4 Knoten. Nennenswert für Küstenschiffe dieser Bauzeit ist die Verwendung eines Vorschiffs mit Wulstbug, um einen geringen Treibstoffverbrauch zu ermöglichen.

## Die Schiffe (Auswahl)
| Typ Europa / Serie Joa       | Typ Europa / Serie Joa | Typ Europa / Serie Joa | Typ Europa / Serie Joa | Typ Europa / Serie Joa                                   | Typ Europa / Serie Joa |
| Bauname                      | Bauwerft/ Baunummer    | IMO-Nummer             | Ablieferung            | Auftraggeber                                             | Spätere Namen und Verbleib |
| ---------------------------- | ---------------------- | ---------------------- | ---------------------- | -------------------------------------------------------- | --- |
| Joa                          | Roßlau/413             | 7030793                | 30. November 1970      | Lars Rej Johansen, Oslo                                  | 1974 Gullfjell, 1976 Nes Coaster, 1977 Cap Coaster, 1978 Anneli, 1981 Lavangen, 1987 Suledrott, 1994 Askita, 2005 Finnøybulk, so in Fahrt |
| Gullhav                      | Roßlau/414             | 7042148                | 1971                   | Lars Rej Johansen, Oslo                                  | 1976 Nes Cargo, 1977 Cap Cargo, 1979 Brudanger, 1992 Seines, 1999 nach Litauen verkauft, ab Juni 2011 im Register gelöscht |
| Gullholm                     | Roßlau/-               | 7042150                | 1971                   | Lars Rej Johansen, Oslo                                  | umbenannt Namo |
| Briland                      | Roßlau/-               | 7042291                | 1971                   | Lars Rej Johansen, Oslo                                  | 1973 Lundoy, 1979 Irene, 1982 Fjord Trader, 2006 Fjordbulk 2, 2006 Harvest Caroline, 2008 Straumvik, so in Fahrt |
| Nesland                      | -/417                  | 7042306                | 1971                   | Lars Rej Johansen, Oslo                                  | 1974 Linhav, 1981 Tanja, 1986 Frekoy, 1993 Tanja, 1994 Ringhav, 1995 Tanja, am 11. September 2001 auf einer Reise von Senja nach Kirkenes in Position 69,23°N; 016,45°E im Gryllfjord gesunken                                                                                          |
| Jobb                         | -/-                    | 7102728                | 1971                   | Lars Rej Johansen, Oslo                                  | 1973 Gulldal, 1976 Nes Freighter, 1977 Cap Freighter, 1978 Brudanger, am 26. Februar 1979 auf einer Reise mit Eisen von Rana nach Perth nach einer Grundberührung im Stavfjord vor Florø gesunken                                                                                       |
| Jocares                      | -/-                    | 7102259                | 1971                   | Lars Rej Johansen, Oslo                                  | 1972 Lofotoy, 1980 Lofotfjell, 1981 Sevald, 1994 Gullholm, 1995 Norbar, 2009 Nyfjord, 2011 Framfjord, so in Fahrt |
| Jodur                        | Roßlau/-               | 7102247                | 1971                   | Lars Rej Johansen, Oslo                                  | 1973 Gullsund, 1976 Nes Carrier, 1977 Cap Carrier, 1978 Anntoro, 2006 Miriam, 2007 Mariam, 2007 Haj Jamil, 2009 Captain Jad, 2009 Teranga, so im Register verzeichnet |
| Joett                        | -/-                    | 7117967                | Dezember 1971          | Lars Rej Johansen, Oslo Freddy Hareide Shipping, Hareid  | abgeliefert als Vatnafjord, 1971 Gullfjord, 1973 Nafoss, am 15. Oktober 1992 nördlich von Andøya nach Grundberührung gesunken |
| Joff                         | -/-                    | 7117979                | 1972                   | Lars Rej Johansen, Oslo Skipaferlag Thorshavn, Thorshavn | abgeliefert als Rokur, 1980 Okla, 1980 Ringen, 1984 Line, 1994 Frisnes, 2004 Youssef Mar, 2005 Kaptan Muhsin, 2006 CGY Svetlana, 2013 Pasha, am 12. September 2013 auf einer Reise von der Türkei nach Libanon mit Schlagseite nach Narli eingeschleppt und dort an der Pier gekentert. |
| Joett                        | Boizenburg/423         | 7129661                | Januar 1972            | Lars Rej Johansen, Oslo                                  | 1973 Spenning, 1990 Broa, 1997 Paulo da Gama |
| Joff                         | -/-                    | 7129673                | Februar 1972           | Lars Rej Johansen, Oslo                                  | 1972 Lys-Blink, 1979 Ilha do Maio, am 28. August 1982 vor Fogo auf Grund gelaufen, nach San Vincent eingeschleppt und später verschrottet. |
| Jogood                       | -/425                  | 7214765                | März 1972              | Lars Rej Johansen, Oslo                                  | 1972 Lys-Sky, 1979 Brava |
| Ravnur                       | -/-                    | 7209409                | 1972                   | Lars Rej Johansen, Oslo                                  | - |
| Heykur                       | -/-                    | 7211218                | 1972                   | Lars Rej Johansen, Oslo                                  | - |
| Johav                        | -/-                    | 7324699                | 1973                   | Lars Rej Johansen, Oslo                                  | - |
| Joika                        | -/-                    | 7324704                | 1973                   | Lars Rej Johansen, Oslo                                  | - |
| Jojet                        | -/-                    | 7332763                | 1973                   | Lars Rej Johansen, Oslo                                  | - |
| Jokar                        | -/-                    | 7332775                | 1973                   | Lars Rej Johansen, Oslo                                  | Guard Aleta → St Christopher → 2020 in Grenaa verschrottet |
| Jolara                       | Roßlau/208             | 7332787                | 20. Dezember 1973      | Lars Rej Johansen, Oslo                                  | - |
| Daten: Equasis, grosstonnage |                        |                        |                        |                                                          | |